# Климат Латвии
Климат Латвии относится к характерному для Европы типу Cfb по классификации Кёппена (влажный морской климат с коротким сухим летом).

## Сезоны и регионы
В Латвии имеется четыре выраженных сезона.
Зима — с середины декабря до начала марта (температура от +5 до −30). Латвийские зимы мягкие, снежные и туманные; снег лежит более 80 дней в году, земля промерзает на 20—60 см. Более половины вод латвийских рек Даугавы, Венты, Лиелупе и Мусы представляют собой талый снег.
Весна — с марта по начало июня (от 0 до +15). Весна — сухой и относительно прохладный сезон, вегетация начинается в апреле.
Лето — с июня по сентябрь (в среднем около +19). Летом возможны кратковременные периоды жары до +30.
Осень — с сентября по середину декабря (от +10 до 0).
Несмотря на отсутствие крупных форм рельефа, в Латвии выделяют четыре климатические зоны, примерно совпадающие с историко-культурными областями:
- морское побережье и Земгале: относительно сухой и тёплый климат (600 мм осадков, средняя температура января −3°С, июля до +18°C), занимает 25 % территории страны;
- Латгале: большее количество осадков, холодные зимы (700 мм осадков, средняя температура января до -5°С, июля +17,5 °C), 28 % территории;
- Видземе: высокая влажность, самый холодный климат (700—850 мм осадков, средняя температура января до −7°С, июля до +16,5 °C), 30 % территории;
- Курземе: мягкий климат со средней влажностью (700—850 мм осадков, средняя температура января до −4°С до +17,5°С), 17 % территории.

Сезоны в Латвии
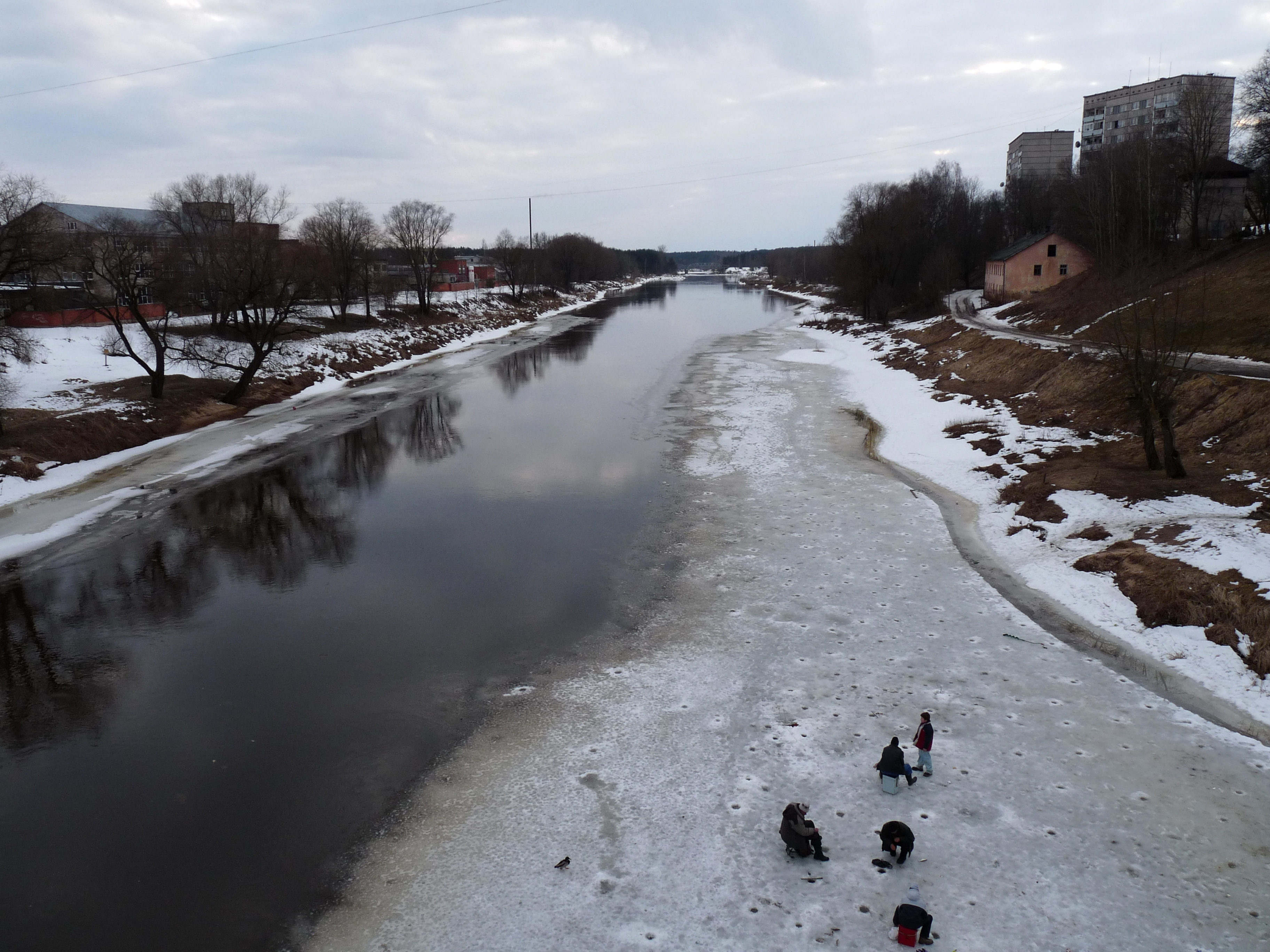
Зима в Валмиере
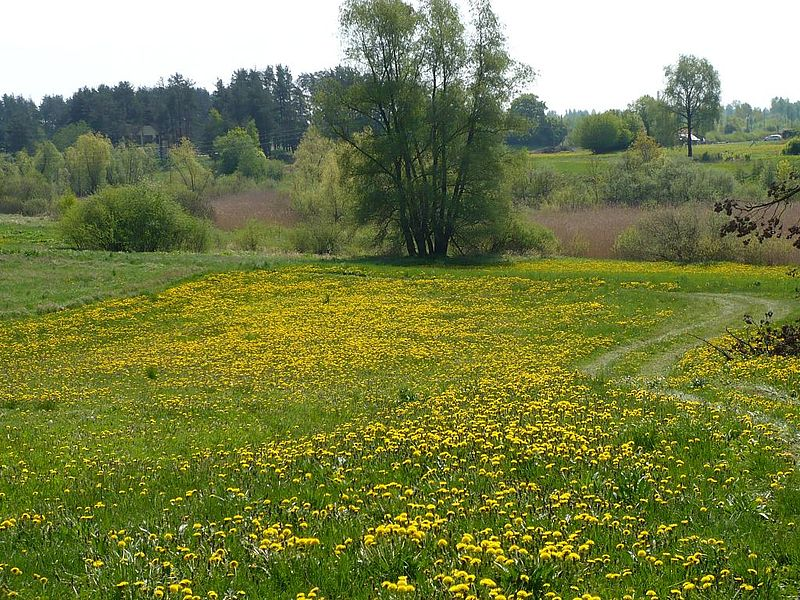
Конец весны на острове Долес
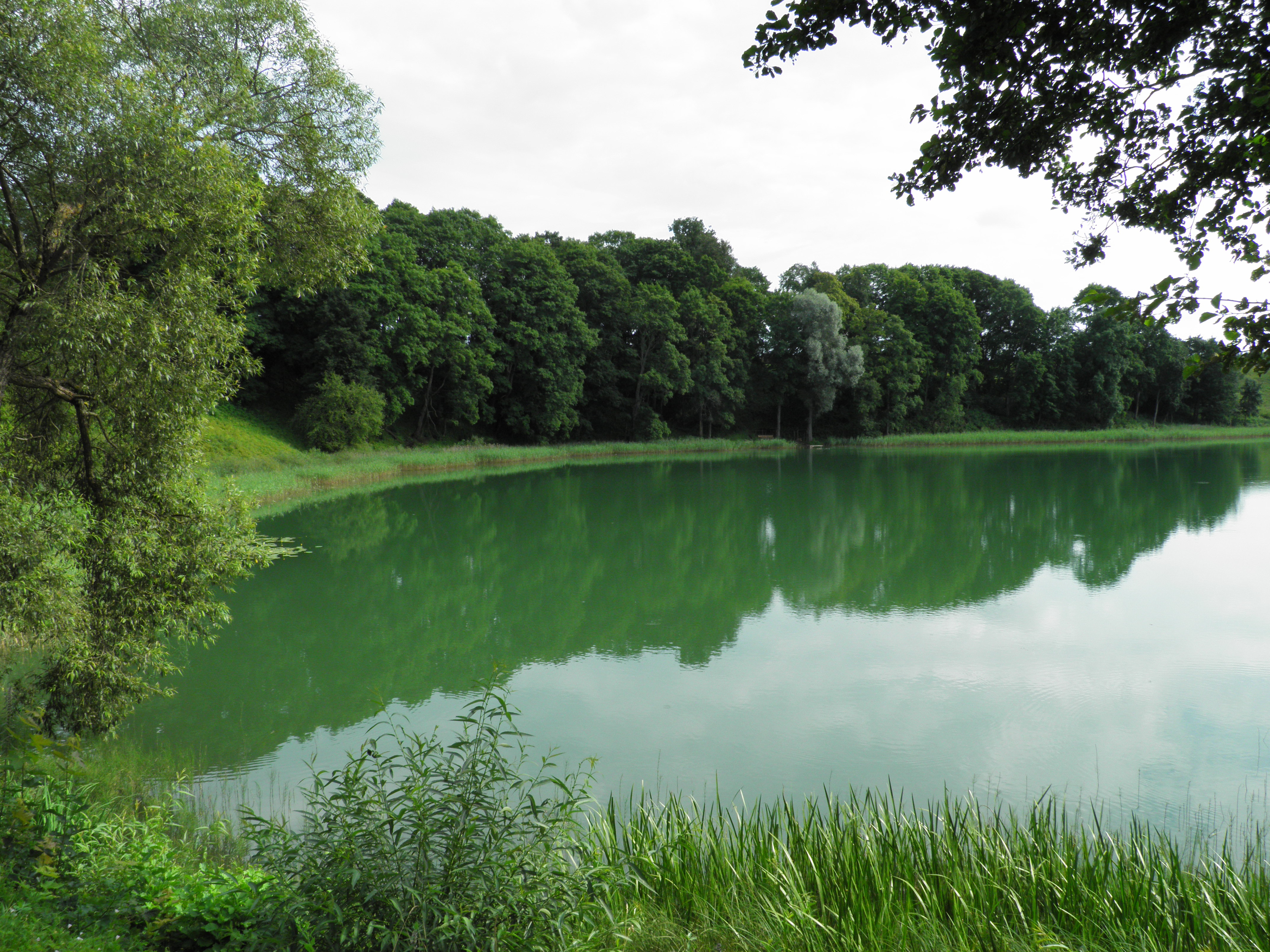
Лето в Субате
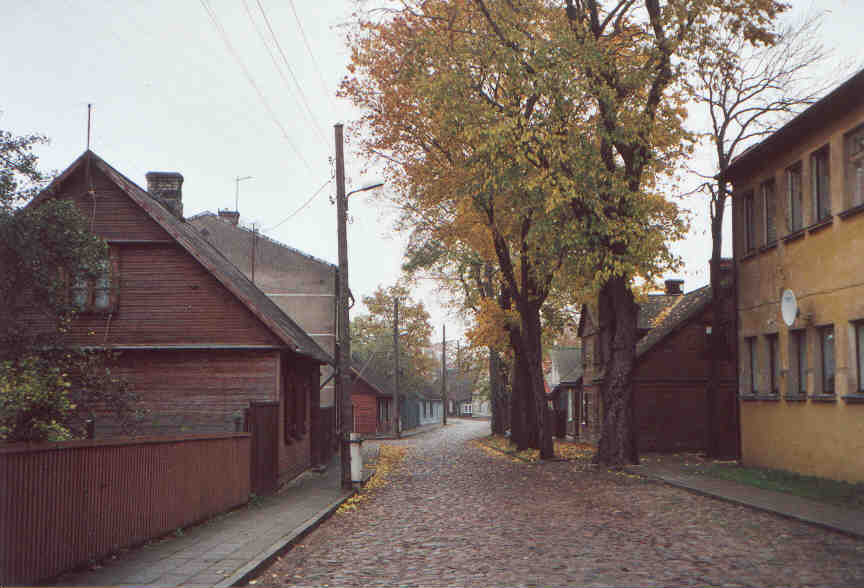
Осень в Вентспилсе

## Температура воздуха
Среднегодовая температура в Латвии — +5,9 °C. Максимальная зарегистрированная температура воздуха — +37,8 градусов тепла в Вентспилсе 4 августа 2014 года, минимальная — 43 градуса мороза. Средняя температура в январе колеблется от −0,5 до −5 °C, в июле достигает 17,5—18,5 тепла.
Латвия подвергается воздействию глобального потепления. В XX веке среднегодовая температура воздуха выросла на градус, а температура в Риге — на 1,8 градуса. 
Страна подписала Рамочную конвенцию ООН по изменению климата в июне 1992 года, а ратифицировала её тремя годами позднее.

## Влажность
Ввиду близости Балтийского моря воздух обычно влажный, погода часто ветреная, зимой нередок туман. 
Среднегодовая влажность — 81 %, в мае опускается до 71 %, а в ноябре и декабре повышается до 88 %. В год выпадает около 600—700 мм осадков, в частности, зимой случаются обильные снегопады, а летом и осенью — проливные дожди. Почти три четверти дождей проходит в период с апреля по октябрь. 
Высокая влажность вызывает необходимость искусственного осушения почв для нужд сельского хозяйства, так как более 90 % почв, пригодных для земледелия, имеют избыток воды.

## Ветер и солнце
Ветра преимущественно дуют с юга, юго-запада и с запада; самые ветреные месяцы — ноябрь, декабрь и январь (средняя скорость ветра 4 м/с). Наибольшая зафиксированная скорость ветра — 30 м/с с порывами до 48 м/с.
В году насчитывается около 1790 солнечных часов, с мая по август солнце светит 8—10 часов в день, а поздней осенью — 2—3 часа.